# 那逊阿尔毕吉呼
那逊阿尔毕吉呼（19世纪？—1918年7月14日），蒙古族，清朝内扎萨克蒙古哲里木盟（今内蒙古通辽）科尔沁右翼前旗人，末任科尔沁右翼前旗辅国公，人称“阿尔花公”。

## 生平
光绪二十八年（1902年）十二月，光绪帝赏科尔沁辅国公那逊阿尔毕吉呼花翎。
1911年外蒙古独立后，那逊阿尔毕吉呼当即从哲里木盟投向外蒙古。1911年12月，那逊阿尔毕吉呼等人赴库伦，参加了第八世哲布尊丹巴呼图克图的「称帝庆典」。不久，那逊阿尔毕吉呼出任大蒙古国陆军大臣达赖王棍布苏伦的顾问。那逊阿尔毕吉呼还被封为贝子。
俄国及大蒙古国策动内札薩克蒙古哲里木盟王公响应外蒙古独立，但遭到失败。此后，大蒙古国决定出兵进攻内蒙古。出兵前，在库伦召开了王公大臣会议，俄国前驻华公使廓索维茨、伊尔库茨克军区哥萨克骑兵队长葛布利克大尉等人与会。会议确定分三路进攻内蒙古：一路由松木彦、巴布扎布、梁魁苏（Лиан Күйсү）率外蒙古军队和內蒙古地方武装七八千人，自锡林郭勒盟东北部、昭乌达盟的林西一线进攻内蒙古东南部及东北部；一路由那逊阿尔毕吉呼、达木丁苏隆率外蒙古军队四千多人，沿库张公路进攻内蒙古中部；一路由察克都尔扎布、海山、锡勒图喇嘛布和布彦、东西盟统帅班的达（即王德呢吗）等率外蒙古军队数千人，进攻内蒙古西部的中公旗（今内蒙古乌拉特中旗）、武川、四子王旗、陶林（今内蒙古察哈尔右翼中旗）等地。各路军队内均有俄国军官任军事顾问，进行指挥。1912年底，大蒙古国军队进入内蒙古，很快攻占了昭乌达盟北部、多伦、张家口以北及以及阴山北麓地区。
1913年夏，库伦的大蒙古国政府任命他为内蒙古南部及东部军队司令。1913年6月，外蒙古军队在哲里木盟同中华民国军队激战。代表外蒙古方面在该地作战的有齐密特车林、奈登扎布公、阿尔花贝子、穆尔扎布公、巴布扎布公。
在进攻过程中，蒙古人占领了若干地区及居民点，但无法长期坚守；中华民国北京政府军队在这些地方失守之后，很快又夺占。一些内蒙古王公意识到不可能战胜汉人，乃纷纷变节。1913年9月，阿尔花贝子背叛库伦方面而投向了中国军队，同他一起背叛库伦的还有和他关系密切的指挥官及士兵100人。
后晋封郡王，其福晋在北京病故后，那逊阿尔毕吉呼扶柩回籍安葬，疲劳过度外加忧虑成疾，1918年7月14日在哲里木盟病逝。